# Alexander Sosa
Alexander Sebastián Sosa (El Tío, 18 maggio 2001) è un calciatore argentino, attaccante del Tristán Suárez in prestito dallo Sportivo Trinidense.

## Carriera
Cresciuto nel settore giovanile del Patronato, debutta in prima squadra il 30 novembre 2020 in occasione dell'incontro della Copa Diego Armando Maradona perso per 1-0 contro l'Huracán.

## Statistiche

### Presenze e reti nei club
Statistiche aggiornate al 4 dicembre 2022.
| Stagione         | Squadra          | Campionato       | Campionato | Campionato | Coppe nazionali | Coppe nazionali | Coppe nazionali | Coppe continentali | Coppe continentali | Coppe continentali | Altre coppe | Altre coppe | Altre coppe | Totale | Totale |
| Stagione         | Squadra          | Comp             | Pres       | Reti       | Comp            | Pres            | Reti            | Comp               | Pres               | Reti               | Comp        | Pres        | Reti        | Pres   | Reti   |
| ---------------- | ---------------- | ---------------- | ---------- | ---------- | --------------- | --------------- | --------------- | ------------------ | ------------------ | ------------------ | ----------- | ----------- | ----------- | ------ | ------ |
| 2020             | Patronato        |                  | -          | -          | CdL             | 1               | 0               |                    | -                  | -                  |             | -           | -           | 1      | 0      |
| 2021             | Patronato        | PD               | 0          | 0          | CA+CdL          | 0               | 0               |                    | -                  | -                  |             | -           | -           | 0      | 0      |
| 2022             | Patronato        | PD               | 22         | 2          | CA+CdL          | 2+6             | 1+0             |                    | -                  | -                  |             | -           | -           | 30     | 3      |
| Totale Patronato | Totale Patronato | Totale Patronato | 22         | 2          |                 | 9               | 1               |                    | -                  | -                  |             | -           | -           | 31     | 3      |
| Totale carriera  | Totale carriera  | Totale carriera  | 22         | 2          |                 | 9               | 1               |                    | -                  | -                  |             | -           | -           | 31     | 3      |

## Palmarès

### Club

#### Competizioni nazionali
- Copa Argentina: 1

Patronato: 2022